# Nicolaus Aeschilli
Nicolaus Aeschilli, död 1570, var en svensk präst.

## Biografi
Nicolaus Aeschilli var 1539 kyrkoherde i Herrestads församling, Linköpings stift och måste under sin tid där begära hjälp från militären. Han blev 1553 kyrkoherde i Normlösa församling och 1560 kontraktsprost i Vifolka kontrakt. Aeschilli avled 1570.

### Familj
Aeschilli var gift och far till dottern Anna Nilsdotter, som var gift med kyrkoherden Haraldus Petri i Vallerstads församling och kyrkoherden Olaus Haquini i Vallerstads församling. Han var även far till sonen Johannes Nicolai Husenbergius som var kyrkoherden i Normlösa församling.